# Nova Maringá
Nova Maringá es un municipio brasilero del estado de Mato Grosso. Se localiza a una latitud 13º01'33" sur y a una longitud 57º04'26" oeste, estando a una altitud de 370 metros. Posee un área de 11556,5 km². Su población estimada en 2004 era de 4.115 habitantes.